# Hybridheizung
Der Begriff Hybridheizung bezeichnet die Kombination verschiedener Wärmeerzeuger in einem Heizsystem. Die einzelnen Technologien basieren dabei in der Regel auf unterschiedlichen Energieträgern. Sie speisen thermische Energie häufig in einen Wärmespeicher ein, während eine hybridfähige Regelung die Zusammenarbeit der Wärmeerzeuger koordiniert. Im Kontext der Energiewende kommt Hybridheizungen eine immer größere Bedeutung zu. Denn die kombinierten Heizsysteme ermöglichen es, Erneuerbare-Energien-Anlagen auch im Bestand sinnvoll einzusetzen. Ein typisches Beispiel dafür ist die Kombination von Wärmepumpe und Gasheizung. Letztere muss dabei nur an sehr kalten Tagen anspringen, um die Umweltheizung zu unterstützen.
In den meisten Fällen werden zwei separate Wärmeerzeuger eingesetzt, die bivalent arbeiten, also zwei unterschiedliche Energiequellen nutzen.
Seltener werden zwei Wärmeerzeuger als Hybrid-Kompaktgerät auch baulich zu einem Gerät kombiniert.

## Geschichte
Die Geschichte hybrider Heizsysteme ist eng mit der Entwicklung der Solarthermie verwoben. Denn diese Technik, eine Erfindung des Genfer Naturforschers Horace-Bénédict de Saussure, macht es möglich, Solarenergie zur Gebäudebeheizung zu nutzen. Nachdem der amerikanische Metallfabrikant Clarence M. Kemp im Jahre 1891 das erste Patent für einfache Solarkollektoren angemeldet hatte, sollte es allerdings noch über 50 Jahre dauern, bis diese tatsächlich zum Einsatz kamen. Ein Grund dafür waren besonders niedrige Brennstoffpreise für fossile Rohstoffe.
In der Zwischenzeit entwickelte sich mit der Wärmepumpe auch eine zweite Technik, die für hybride Heizsysteme von großer Bedeutung ist. Sie wurde bereits 1852 von Lord Kelvin vorhergesagt und 1919 vom Schweizer Heinrich Zoelly zum Patent angemeldet. Den Weg in den Markt fanden aber auch Wärmepumpen erst einige Jahre später. Einfache Anlagen kühlten und beheizten Häuser in Amerika und der Schweiz in den 1930er Jahren.
Als Ergänzung zu konventionellen Heizsystemen kamen Solaranlagen und Wärmepumpen in den 1970er Jahren vermehrt zum Einsatz. Denn hier sorgte die Ölkrise für stark steigende Brennstoffpreise und die Suche nach alternativen Technologien.
Einen zweiten Schub erlebt die Technik seit den frühen 2000er Jahren. Seitdem sorgt ein steigendes Klima- und Umweltbewusstsein dafür, dass sich immer mehr Bauherren und Hausbesitzer für eine Hybridheizung entscheiden.

### Funktionsweise und Bestandteile
Eine Hybridheizung besteht aus mindestens zwei Wärmeerzeugern. Während einer die Grundlast im Haus abdeckt, sorgt ein Spitzenlast-Wärmeerzeuger dafür, dass auch bei hohen Bedarfswerten ausreichend thermische Energie verfügbar ist. Damit das funktioniert, sind verschiedene Komponenten erforderlich. Neben dem Wärmeerzeuger selbst ist das häufig ein Wärmespeicher und eine hybridfähige Regelung.

#### Wärmeerzeuger
Wärmeerzeuger wandeln verschiedenste Energieformen in thermische Energie um. Ein Beispiel dafür ist die Gasheizung, die gasförmige Energieträger verbrennt, um Wärme zu gewinnen. Für eine Hybridheizung eignen sich grundsätzlich alle verfügbaren Heizungsarten. Darüber hinaus kommen weitere Energiequellen infrage. Ein Beispiel ist Abwärme aus industriellen Prozessen.

#### Wärmespeicher
Nutzen Grundlast-Wärmeerzeuger volatile (schwankende) Energiequellen, ist ein Wärmespeicher erforderlich. In den gedämmten Behältern befindet sich Heizungs- oder Trinkwasser. Heizwasserpufferspeicher nehmen die Wärme der Grundlast-Wärmeerzeuger auf, wenn diese günstig zur Verfügung steht. Sie bevorraten thermische Energie und geben sie zeitversetzt ab. Trinkwasser- oder Warmwasserspeicher funktionieren ähnlich. Anstelle von Heizungswasser bevorraten sie erwärmtes Trinkwasser.
Wärmespeicher wirken zudem als hydraulische Weiche und stellen sicher, dass alle Kreise unabhängig voneinander funktionieren. Außerdem ermöglichen sie es, einzelne Wärmeerzeuger auszutauschen oder zeitversetzt hinzuzufügen.

#### Regelung
Eine hybridfähige Regelung koordiniert die Zusammenarbeit der Wärmeerzeuger. So startet sie zum Beispiel die Gasheizung, wenn die Solarthermie nicht mehr ausreichend Wärme liefert. Als Führungsgröße kommen unter anderem Speicher- oder Außentemperaturen infrage.
Der Fokus der Regelung liegt üblicherweise auf der Ökologie oder der Ökonomie. Im ersten Fall geht es darum, so lange wie möglich auf fossile Brennstoffe zu verzichten. Bei der ökonomischen Fahrweise stehen niedrige Heizkosten im Vordergrund.

## Betriebsweisen
Eine Hybridheizung arbeitet bivalent oder multivalent. Die Kategorien lassen sich weiter in den parallelen, teilparallelen und alternativen Betrieb unterteilen. Nutzen alle Wärmeerzeuger den gleichen Energieträger, arbeitet die Anlage monoenergetisch.

### Bivalent
Eine bivalente Hybridheizung verbindet zwei Wärmeerzeuger. So zum Beispiel eine Wärmepumpe und eine Gasbrennwertheizung. Während Erstere elektrische Energie verbraucht, um Umweltwärme nutzbar zu machen, verbrennt die Gasheizung Erd- oder Flüssiggas. Die Betriebsweise lässt sich wie folgt genauer beschreiben:
- bivalent	parallel: Der zweite Wärmeerzeuger dient allein zur Abdeckung der Spitzenlast und schaltet sich ab einem bestimmten Bedarfswert zum primären Wärmeerzeuger hinzu. Im Beispiel von Wärmepumpe und Gasheizung würde das bedeuten, dass die Gasheizung ab einer bestimmten Außentemperatur einsetzt, um die Wärmepumpenheizung zu unterstützen. Die Wärmepumpe schaltet sich dabei nicht ab.
- bivalent	teilparallel: Der zweite Wärmeerzeuger schaltet sich hinzu, wenn höhere Bedarfswerte vorliegen, kann die Versorgung aber auch alleine übernehmen, wenn dies vorteilhaft ist. Im Beispiel von Wärmepumpe und Gasheizung würde das bedeuten, dass die Wärmepumpe bei milden Temperaturen ohne Unterstützung arbeitet. Bei Temperaturen um den Gefrierpunkt schaltet die Regelung die Gasheizung hinzu, die bei tiefen Minusgraden allein für Wärme sorgt, da die Wärmepumpe dann unwirtschaftlich arbeitet.
- bivalent	alternativ: Ab einer vorher definierten Außentemperatur (Bivalenzpunkt) schaltet die Regelung vom Grundlast- auf den Spitzenlast-Wärmeerzeuger um.  Beide Geräte laufen also nie gemeinsam, sondern alternativ. Im Beispiel von Wärmepumpe und Gasheizung würde das bedeuten, dass die Wärmepumpe nur bei milden Außentemperaturen arbeitet und die Gasheizung bei tiefen Temperaturen.

#### Multivalent
Eine multivalente Hybridheizung besteht aus mehr als zwei Wärmeerzeugern. Ein Beispiel ist die Verbindung von Solarthermie, wasserführendem Kamin und Gas-Brennwertheizung.

#### Monoenergetisch
Eine monoenergetische Hybridheizung verbindet Wärmeerzeuger, die den gleichen Energieträger nutzen. Ein Beispiel ist die Kombination von Wärmepumpe und Elektroheizstab. Erstere nutzt einen elektrisch angetriebenen Prozess, um Umweltwärme nutzbar zu machen. Die elektrische Widerstandsheizung deckt hingegen Lastspitzen ab.

### Kombinationsmöglichkeiten
Eine Hybridheizung setzt sich aus verschiedenen Wärmeerzeugern zusammen. Weit verbreitet ist die Kombination aus Gas- oder Ölheizung und Solarthermie, wobei Letztere die Heizung und/oder die Warmwasserbereitung unterstützen kann. Die Solaranlage sorgt vom Frühjahr bis in den Herbst hinein für ausreichend Wärme. Erst bei sinkenden Außentemperaturen muss die Gasheizung einspringen.
Günstig ist auch die Kombination von Gas- oder Ölheizung und wasserführendem Ofen. Hier unterstützen Kamin- und Kachelöfen die konventionelle Heizung in der kalten Jahreszeit. Ergänzen lässt sich dieses System auch mit einer Solarthermieanlage.
Vorteile bringt ebenso die Kombination von Wärmepumpe und Solartechnik. Solarthermie sorgt üblicherweise für warmes Wasser. Die Wärmepumpe arbeitet dadurch mit geringeren Vorlauftemperaturen und verbraucht weniger Strom. Letzterer lässt sich mit einer Photovoltaikanlage zum Teil selbst erzeugen.
Die folgende Tabelle zeigt, welche Wärmeerzeuger im Allgemeinen sinnvoll zu einer Hybridheizung zusammengeschlossen werden können.
|              | Gasheizung | Ölheizung | Holzheizung | Wärmepumpe | BHKW      | Ofen | Solarthermie |
| ------------ | ---------- | --------- | ----------- | ---------- | --------- | ---- | ------------ |
| Gasheizung   | -          | -         | ja          | ja         | ja        | ja   | ja           |
| Ölheizung    | -          | -         | ja          | ja         | ja        | ja   | ja           |
| Holzheizung  | ja         | ja        | -           | ja         | teilweise | ja   | ja           |
| Wärmepumpe   | ja         | ja        | ja          | -          | ja        | ja   | ja           |
| BHKW         | ja         | ja        | teilweise   | ja         | -         | nein | nein         |
| Ofen         | ja         | ja        | ja          | ja         | nein      | -    | ja           |
| Solarthermie | ja         | ja        | ja          | ja         | nein      | ja   | -            |

Wie aus der Tabelle hervorgeht, lassen sich nicht alle Wärmeerzeuger untereinander kombinieren. So stehen Blockheizkraftwerke in Konkurrenz zu Solaranlagen und wasserführenden Öfen. Denn Erstere lohnen sich aus wirtschaftlicher Sicht nur, wenn sie möglichst lange bei voller Leistung laufen und viel Strom erzeugen.